# Parque nacional Watarrka
El Parque nacional Watarrka es un parque nacional ubicado en el Territorio del Norte (Australia), localizado a 1.316 km al sur de Darwin y a 323 km al suroeste de Alice Springs.
El Cañón de los reyes en el extremo oeste de la cordillera George Gill es uno de los lugares más visitados del parque. Allí se encuentra una formación rocosa conocida como la ciudad perdida.